# Statistiques sur l'immigration en France
Vous lisez un « bon article » labellisé en 2023.
Pour un article plus général, voir Immigration en France.
Les statistiques sur l'immigration en France s'appuient sur des variables dont l'établissement est encadré par des lois. Elles sont principalement produites à partir du recensement. Le dénombrement des titres de séjour et des demandes d'asile et des enquêtes thématiques sur des échantillons de population sont également utilisés. Les données produites sont variables selon les organismes en raison de définitions différentes.
La nature et la qualité des statistiques élaborées à partir du recensement ont évolué au cours du temps, suivant l'évolution du statut d'étranger, des possibilités d'acquisition de la citoyenneté et de la nomenclature des catégories de population. Il existe au sein de la communauté scientifique, en lien avec la lutte contre la discrimination, un débat sur l'enregistrement de variables définissant les origines des individus.
Les statistiques sur l'immigration en France revêtent un caractère politique. Le discours politique et l'action publique se fondent en effet sur l'interprétation ou la manipulation des chiffres pour définir une politique de l'immigration.

## Catégories de personnes dans la définition statistique française

Schéma explicitant les définitions des catégories Étranger, Immigré, Immigrant et Français dans la démographie française.

En 1991, le Haut Conseil à l'intégration définit la notion d'immigré, différente de celle d'étranger. Un immigré est une personne née hors de France et qui était de nationalité étrangère à la naissance. Les personnes nées françaises à l’étranger ne sont donc pas des immigrées, ni des étrangers. Les étrangers nés en France, généralement des enfants qui acquerront la nationalité française, ne sont pas non plus des immigrés car ils n’ont pas franchi de frontière,,. Les immigrés français entrent donc à la fois dans la statistique des citoyens français et dans celle de l’immigration.
L'immigrant, en revanche, est né à l'étranger, quelles que soient sa ou ses nationalités à la naissance. Il s'agit d'une définition plus large pour désigner les personnes changeant de lieu de résidence. Pour ses statistiques, l'Organisation des Nations unies définit l'immigrant comme une personne dont le lieu de repos quotidien atteint ou est supposé atteindre au moins un an sur le territoire d’un État autre que celui de sa dernière résidence habituelle. La durée du séjour peut donc être inférieure à celle du titre de séjour.

## Origines des données

Schéma figurant les catégories de population prises en compte dans les statistiques sur l'immigration en France des principaux organismes nationaux et internationaux.

La France ne possède pas de registre de population. Les données concernant les immigrés en situation irrégulière, c'est-à-dire ne disposant pas de titre de séjour, sont estimées à partir du nombre de bénéficiaires aux prestations de l’aide médicale d’État. Les données au sujet des immigrants légaux proviennent de plusieurs sources.

### Recensements
L'Institut national de la statistique et des études économiques (INSEE) est chargé du recensement de la population en France, une source majeure.
Depuis 2004, l’INSEE ne procède plus à un recensement général de la population tous les huit à neuf ans mais à des recensements annuels par échantillons,. Il enregistre les immigrés habitant en France depuis plus d'un an. Il s'agit de la seule source portant sur les ressortissants des pays de l’Union européenne. La perte de l’exhaustivité est largement compensée par le resserrement annuel de la périodicité. En outre, des questions sur le pays de naissance et sur les nationalités actuelle et antérieure permettent de suivre l’évolution du solde migratoire des personnes nées étrangères à l’étranger (les immigrés), celles nées en France et celles nées françaises à l’étranger,.
Ces données peuvent être mises en défaut pas les situations de double résidence où les personnes n'ont pas de résidence habituelle unique et les migrations pendulaires entre pays. Par exemple, dans le premier cas, en 2004, le ministère de l’Intérieur comptabilise 105 000 Algériens de 64 ans ou plus ayant un titre de séjour en cours de validité quand l’Insee en recense 63 000. Ces personnes n'étaient pas présentes lors du recensement. Dans le deuxième cas, les aller-retours entre pays peuvent aboutir à ce qu'une personne soit comptabilisée à nouveau au bout de plusieurs années.

### Titres de séjour
Le ministère de l'Intérieur publie également des statistiques résultant de la délivrance des titres de séjour établis par les préfectures. Les mineurs de moins de seize ans ne sont pas pris en compte, de même que les mineurs de 16 à 18 ans qui ne travaillent pas. Depuis 2004, les ressortissants de l'Espace économique européen et de la Suisse n'y apparaissent plus. Auparavant, ils n'y étaient inclus que de façon imparfaite, tous ne faisant pas de demande de titre de séjour faute de sanctions. Jusqu'en 2004, le ministère était également chargé des demandes d'asile territorial,,.
L'Institut national d'études démographiques, organisme français, retient de 2000 à 2009 le nombre d'étrangers obtenant pour la première fois un titre de séjour d'au moins un an. Une partie des étudiants est donc prise en compte. Ces personnes pouvant repartir avant l'expiration de leur titre de séjour, cette donnée est recalculée sur la base d’une présence effective d’un an. Depuis une réforme sur les permis de séjour en 2009, l'INED s'appuie sur l'ensemble des informations administratives sur les titres de séjours. Au chiffre obtenu est ajoutée une évaluation des ressortissants communautaires. En raison de sa définition plus large que celle de l'INED, les chiffres de l'ONU sont supérieurs. En 2019, la France compte 10 % d’immigrés selon la définition française, mais 13 % d'immigrants selon la définition de l’ONU. Cette dernière donnée est atteinte grâce à l'exploitation du recensement qui enregistre le retour des natifs depuis l'étranger,.
L'Organisation de coopération et de développement économiques, organisme européen, dénombre, au moyen des titres de séjour, les immigrés dits « permanents », qui reçoivent un permis de résidence en principe renouvelable indéfiniment.
Les dénombrements sur la base des titres de séjour sont de nature juridique. L'entrée sur le territoire français peut être antérieure ou postérieure à la date de demande du titre de séjour. La fin de validité d'un titre n’indique pas nécessairement un départ du territoire. Du point de vue des études sociologiques, l'exploitation des résultats des recensements est plus fiable que celle des renseignements fournis par les titres de séjour.

### Droit d'asile
Les statistiques transmises par la France à Eurostat, un organisme européen, se fondent sur les chiffres de l'Office français de l'immigration et de l'intégration et de l’Office français de protection des réfugiés et apatrides. L'OFII publie des statistiques sur les immigrants majeurs et mineurs, non ressortissants d’un pays de l’Espace économique européen, tous soumis à une visite médicale obligatoire,,. L'OFPRA comptabilise jusqu'en 2002 les dossiers des personnes majeures ayant sollicité l'asile et leur issue. Par la suite, il dénombre également les adultes et mineurs accompagnants. Ces personnes peuvent vivre un long moment sur le territoire français avant de recevoir une décision,. Les chiffres d'Eurostat peuvent être inférieurs de plusieurs dizaines de milliers à ceux de l'INED, car ils se limitent aux entrées de ressortissants non communautaires — titulaires d'un titre de séjour ou bénéficiant du droit d'asile —, quelle que soit la durée du titre de séjour. Les entrées de travailleurs temporaires ou saisonniers, de demandeurs d’asile — donc n'ayant pas encore reçu de décision — et d’étudiants n’y figurent pas.

### Enquêtes
Une dernière source d'informations est constituée par les enquêtes thématiques auprès d'un échantillon de la population. Elles abordent les sujets les plus divers,. Leur objectif est d'étudier les comportements. En 1968 est mis en place l'échantillon démographique permanent. Dès 2003, toutes les enquêtes de l'Institut national de la statistique et des études économiques comportent des questions sur les origines des parents permettant de dénombrer et de décrire les enfants d’immigrés, même s’ils sont nés en France et devenus Français.

## Législation sur les données
Le récolement et l'utilisation des données est encadrée par la loi informatique et libertés de 1978, amendée en 2004, qui interdit « sauf consentement exprès de la personne concernée, de collecter ou de traiter des données à caractère personnel qui font apparaître, directement ou indirectement, les origines raciales ou ethniques, les opinions politiques, philosophiques ou religieuses ou l’appartenance syndicale des personnes, ou qui sont relatives à la santé ou à l’orientation sexuelle de celles-ci ». Les variables « race » et « ethnie » sont en tant que telles ordinairement absentes des fichiers de gestion des personnes. Quelques exceptions sont prévues dont l'intérêt public, les traitements statistiques réalisés par l'INSEE ou un service statistique ministériel, le traitement de données nécessaire à la constatation, à l’exercice ou à la défense d’un droit en justice,,,. Les opérateurs privés sont soumis à la loi mais peuvent également demander des dérogations. Dans tous les cas, il ne doit exister aucun moyen direct ou indirect d’identifier les personnes concernées par la collecte des données.
La Commission nationale de l'informatique et des libertés est chargée de faire appliquer cette règlementation élaborée par crainte du mésusage des informations recueillies. Les notions de race ou d’ethnie n'ayant pas été définies précisément, la CNIL interprète le champ des variables et les circonstances de recueil et de traitement pour juger de l’usage potentiel qui pourrait, dans le pire des cas, en être fait. Les enquêtes de recherche, par exemple sur la religion ou les origines ethniques, peuvent donc bénéficier de dérogations. Le recensement renseigne la nationalité des étrangers et des immigrés ainsi que les origines des parents, ce qui peut être considéré comme des données à caractère ethnique.
Contrairement aux instituts privés, les administrations publiques produisant des statistiques sont aussi assujettis à la loi du 7 juin 1951 modifiée en mai 2009. Elle crée un Conseil national de l'information statistique (CNIS) assemblée consultative force de proposition et de contrôle des enquêtes statistique publiques.

## Historique et débats sur la nomenclature et les variables
La classification statistique des données n'est pas neutre puisqu'elle construit une grille de lecture au travers de laquelle est enregistré et interprété le réel. Elles produit du sens sur lequel se fonde l'action publique, laquelle, en retour, peut amener à une modification de la nomenclature et donc à un redécoupage de la population.

### Évolution du statut de l'étranger

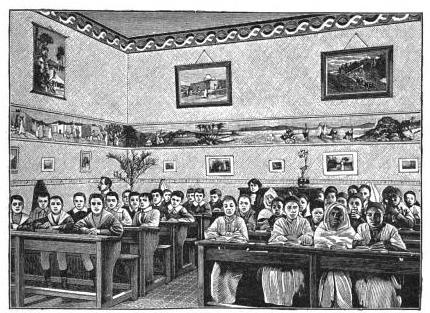
Histoire de France, cours élémentaire, Ernest Lavisse, Armand Colin, 1913, p. 181. L'école est un des instruments de l'assimilation.

Dans un premier temps, les nomenclatures utilisées dans les recensements reprennent les définitions juridiques de catégories de population. Le Code civil de 1804 ne reconnaît français que l'enfant né d'un Français. Le milieu du XIXe siècle voit se cristalliser le mythe national français que Jules Michelet et plus tard Ernest Lavisse vont participer à établir et diffuser. L'étranger est un corps extérieur à l’État et à la société. Plus de soixante ans après les premiers recensements, apparaît en 1851 le décompte des Français naturalisés. Cette même année, une loi attribue automatiquement la nationalité française à tout enfant né d'un père étranger né sur le territoire français. La disposition est étendue aux mères en 1893,.
En 1889, en raison de l'accroissement démographique important des étrangers sur le territoire français, est votée une loi stipulant qu'est Français « tout individu né en France d'un étranger et qui, à l'époque de sa majorité, est domicilié en France, à moins que, dans l'année qui suit la majorité il n'ait décliné la qualité de français ». Cette loi, résultat de la conception d'une nation assimilationniste, permet une disparition rapide de la population étrangère. L'existence de la catégorie Français naturalisés résulte de problématiques de politique publique. Elle a pour objet d’étudier l’assimilation des étrangers dans la population française.
À partir de 1881 et jusqu'en 1990, les tableaux publiés différencient les Français de naissance, ceux naturalisés et les étrangers qui doivent détailler leur nationalité,,. Les Françaises ayant épousé un étranger deviennent légalement étrangères jusqu'en 1927. À partir de 1962, la nationalité d’origine des Français par acquisition est demandée aux répondants. Entre 1954 et 1968 apparaissent dans les tableaux les Français musulmans. En 1891, de 1926 à 1936 et à partir de 1975, les étrangers font l'objet d'un volume spécial, en concordance avec l'importance du thème de l'immigration dans le débat politique. Dans la seconde moitié du XXe siècle, la nationalité devient un descripteur signifiant dans toutes les statistiques issues des résultats du recensement.
Au cours du XXe siècle, le principal courant de pensée de la sociologie française promeut la « thèse du contrat social comme fondement de la nation moderne » et une division de la société en classes antagoniques que l'assimilation doit réduire. L’émergence d’un pluralisme culturel est difficilement pensable. La catégorie des immigrés, alors mal définie, est perçue comme peu pertinente car l'immigration n'est pas appréhendée comme s'inscrivant dans la durée.

### Lutte contre la discrimination et création de la catégorie «immigré»
Dans le courant des années 1980, le pouvoir politique français prend conscience que la population immigrée, considérée comme une main d’œuvre provisoire, est appelée à s'installer durablement. L'intégration de ces populations nécessite de les connaître et donc de développer des moyens statistiques. En 1991, la catégorie statistique « immigrés », pure création des statisticiens, est ajoutée en complément de celle juridique « étrangers » qui rassemble une population administrativement construite et sociologiquement peu pertinente. Cette nouvelle catégorie permet d'améliorer la congruence des données avec les problématiques sociales telle que l'étude des discriminations,. Depuis 1999, il est demandé aux répondants leur pays de naissance, leur nationalité et leur éventuelle nationalité antérieure.
Dans le même temps, de 1992 à 1995, l'Institut national d'études démographiques, en collaboration avec l'Institut national de la statistique et des études économiques, sous la conduite de Michèle Tribalat, réalise l'enquête Mobilité géographique et insertion sociale sur les populations immigrées et leurs enfants. Il y est fait usage de catégories ethniques et d’une catégorie dénommée « Français de souche ». De premières critiques sur la méthode, l’épistémologie et les outils de l’enquête apparaissent rapidement. La controverse devient particulièrement violente et atteint son sommet à l'occasion du recensement de 1999, à tel point que la presse nationale s'y intéresse. Les chercheurs sont partagés entre la capacité à informer des statistiques et leur capacité à enfermer le monde dans une représentation. « La production de statistiques « ethniques » ou « raciales » requiert un ensemble de conditions qui heurtent de front la tradition de la statistique et de la sociologie française ». Enjeux scientifiques, politiques et également historiques — des statisticiens ont collaboré à l'application des lois antijuives de 1940 — s'y mêlent.
Certains scientifiques réclament des moyens nouveaux pour mesurer les origines, afin d'évaluer l'ampleur des phénomènes de discrimination et donc guider l'action publique, mais aussi afin de répondre aux critiques de l'extrême droite,. Mais, les modes de catégorisation des populations pratiqués dans les pays anglo-saxons et sur lesquels ils souhaitent se calquer ont aussi des limites. La fiabilité des réponses d'une part, la question du métissage, l'opinion ou le sentiment d'identité d'autre part sont des obstacles à la catégorisation à partir de données objectives (nationalité, lieu de naissance, lieu de naissance des parents, langue parlée ou maternelle, religion, couleur de la peau, etc.) et à la catégorisation à partir d'une nomenclature des origines (Asiatique, Afro-américain, Blanc, etc.),,. Ces deux types de méthodes ont en commun de ne capturer « que partiellement ce qui fonde véritablement la discrimination : la perception qu'ont les autres de l'origine des individus »,.

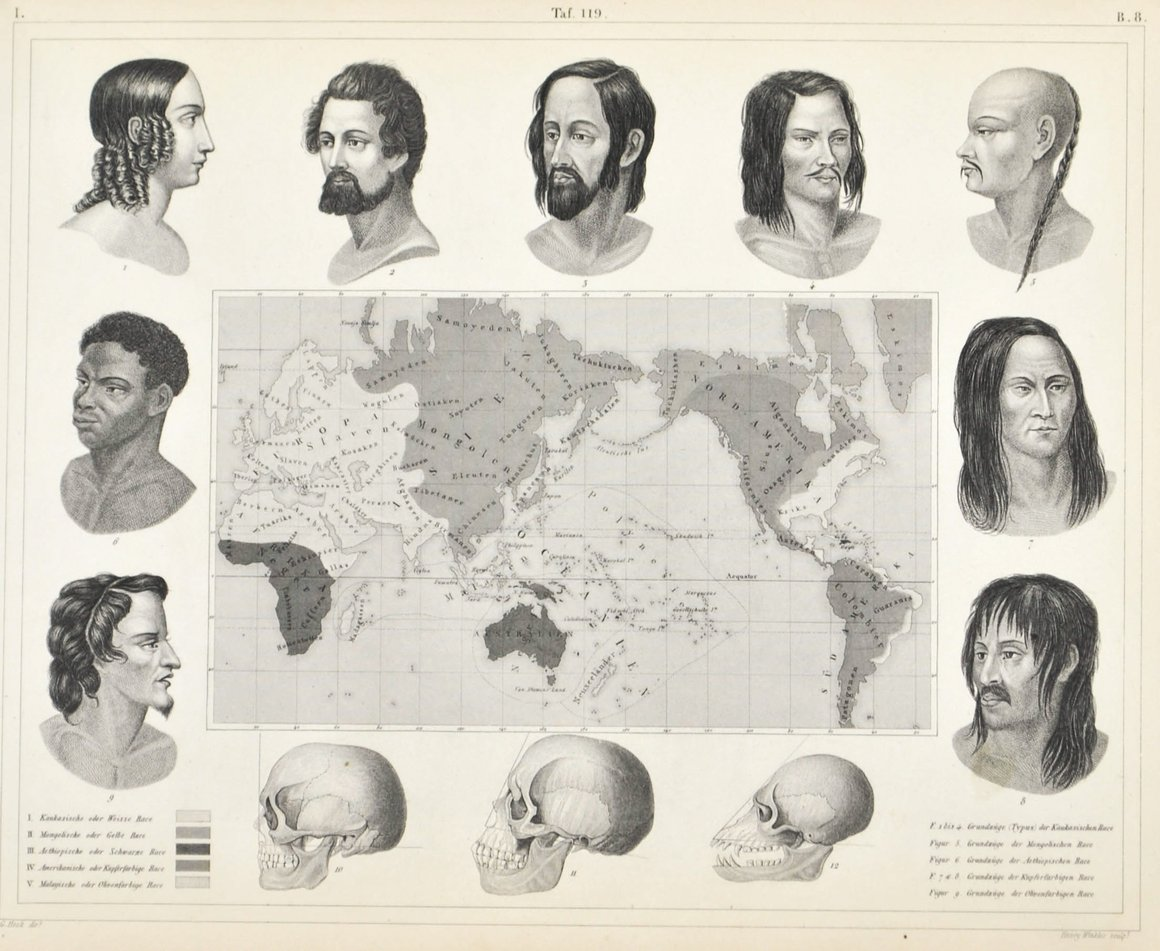
Classification des races humaines selon des caractères phénotypiques dans l’Iconographic Encyclopedia of Science, Literature and Art publiée en 1851.

Les opposants à l'enregistrement de variables sur les origines arguent du « risque de stigmatiser une population que rien ne devrait distinguer des autres Français » ou jugent nécessaires de préserver le mystère des origines pour que la nation reste unie en évitant l'assignation identitaire,. Il est également craint une trop grande atteinte à la vie privée, une résurgence des classifications raciales et de la pensée eugéniste, un emploi à des fins politiques discutables ou malveillantes. La plupart des opposants souhaitent s'en tenir au statu quo et donc à la prise en compte des données sur les « immigrés » ou les « enfants d'immigrés ». Quelques-uns souhaitent se passer d'une catégorisation statistique et s'en tenir à des études monographiques d'observation sur des échantillons limités, ou à des études qualitatives.
À des fins de non stigmatisation, des organismes emploient dans leurs publications, en remplacement de la nationalité, une nomenclature « Français », « étrangers de l'Union européenne », « étrangers hors Union européenne », qui ne permet pas un croisement total des informations et qui, selon P. Simon et J. Stavo-Debauge, produit l'effet inverse en instituant une quasi-hiérarchie, les étrangers hors Union européenne composant le groupe cumulant les difficultés. Paradoxalement, une nomenclature de pays très agrégée est plus évocatrice d'une nomenclature raciale que celle établie à l’échelle des pays. D'autres organismes expurgent les variables telles que la nationalité, nécessaires au bon traitement de leurs dossiers, lorsqu'ils publient des données.

### Déplacement du débat sur la couleur de peau
Dans les faits, les recensements, dans la mesure où la nationalité des étrangers et des immigrés et les origines des parents sont renseignés, la loi et la pratique juridique permettent l'établissement de statistiques ethniques. Dans une décision du 15 novembre 2007, le Conseil constitutionnel, y voit une méthode « objective » recevable pour « mesurer la diversité ». Le débat s'est donc déplacé au début du XXIe siècle sur la couleur de peau. Les catégories raciales de certains travaux de recherche ne doivent pas être prises pour des vérités d’essence mais pour des catégories perçues, à étudier comme telles, et ont pour finalité, en étudiant les comportements, de révéler les mécanismes de la discrimination.

## Interprétation des données dans la sphère publique
Pour les chercheurs, les données statistiques sur l'immigration, quelles que soient leur nature, ont pour objet de comprendre « les dynamiques, les lames de fond, les liens de corrélation ou les rapports de causalité ». Elles ne se résument donc pas à des comptages mais ont pour objet d'étudier la place des immigrés dans la société.
Ces données sont l'objet de pressions du reste de la société en raison du caractère politique qu'elles revêtent. Les catégories et les modes de classement des populations en sont l'objet. Le discours politique, variable selon les partis, et l'action publique se fondent sur l'interprétation des chiffres pour définir une politique de l'immigration, qu'elle soit de la favoriser, de la limiter ou de la supprimer,. Les statistiques sur l'immigration sont aussi un moyen pour la société civile d'évaluer l'action de ses gouvernants. Celles sur l’émigration et les retours des immigrés sont peu présentes dans le débat public.
Pour des besoins idéologiques ou journalistiques, il peut être réalisé un amalgame des catégories immigré et étranger, pourtant dissemblables, une surinterprétation ou un détournement des résultats des études démographiques et sociologiques fondées sur les résultats statistiques,. Nombre de données brutes ne peuvent être déconnectées de la détermination des facteurs de risques, par exemple pour déterminer un basculement dans la violence. Le passage du constat au jugement normatif à partir des seules données de comptage peut aussi être problématique en raison de la difficulté de fixer des seuils. Ainsi, le ressenti des Français quant à la proportion d'immigrés ne permet pas d'éclairer le taux d'immigrés que la société peut tolérer.